# ANDERS
ANDERS was een Belgische lokale politieke partij in Aarschot.

## Geschiedenis
De partij werd opgericht als scheurlijst van de N-VA omstreeks juni 2018 in aanloop naar de stembusgang van dat jaar. Een van de boegbeelden was voormalig N-VA-fractieleider en voorzitter Kevin Garcia. De partij overtuigde 2,3% van de Aarschottenaars, onvoldoende voor een zetel in de gemeenteraad.